# 菊竹博之
菊竹 博之（きくたけ ひろゆき、1858年 - 1920年5月9日）は、明治時代の自由民権運動家であり、福岡県会議員や福富村（現うきは市の一部）村長を務めた政治家である。弟にジャーナリストの菊竹六鼓（本名：菊竹淳）がいる。

## 概要
菊竹博之の生家は代々造り酒屋も兼ねる大地主であり、祖父の代に庄屋も務めた地域の名家であった。
博之は明治13年頃には既に自由党系の自由民権運動の活動家として地域で知られる存在であった。吉井町の生葉郡校「弘道館」で儒学者倉富胤厚（後の福岡県会副議長）の指導を受けて若い頃から政治に関心を持った博之は、恩師の長男恒二郎との交際を深め、淳が生まれる前年の1879年（明治12年）11月に筑前共愛会、さらに1882年（明治15年）3月に九州改進党が結成されると、恒二郎とともに両党の党勢拡大に尽力した。1886年（明治19年）には、祖父以来の地域での信用と財産、先輩議員であった恒二郎の推薦もあって福岡県会議員補欠選挙で当選。この時、同僚議員となった野田卯太郎と親交を結んでいる。さらに翌1887年（明治20年）には福益村戸長、1889年（明治22年）には町村制施行に伴い誕生した福富村（470戸、2800人）の初代村長に就任した。
村長に就任した博之は、地域の発展に力を注いだ。とりわけ1897年（明治30年）に村内各戸が毎月10銭ずつ拠出して始まった共同貯蓄は、1914年（大正3年）には総額1万数千円、利子700円余を村民に配当できるまでになり、植林事業や小中学校の整備等の基金として活用された。また博之は、福富村ばかりでなく、福岡県南部地域を代表して明治22年の筑後川流域での水害について中央政府に復興支援を働きかけ、広く義捐金を募集している様子が東京の雑誌にて示されている。
博之が始めた共同貯蓄は、博之が村長を辞めた後にも引き継がれ、その貯蓄の利子を村人に還元するだけでなく、その運営を通じて村の林業の発展にも寄与している。
1890年（明治23年）に始まった第1回衆議院議員総選挙で博之は倉富恒二郎、1892年（明治25年）の第2回総選挙では池内虎太郎を多額の私費を投じて応援し、政府の選挙干渉に敢然と立ち向かって政府系の候補と激しく争っているがいずれも落選。また、1898年（明治31年）の総選挙では、福岡五区から浮羽郡などの福岡四区に鞍替えした盟友の野田卯太郎の選挙の支援にも奔走し私財を投入した。
こうした村政への取り組みや自由民権運動家としての活動は、博之の名声を高め、21歳年下の弟であるジャーナリスト菊竹六鼓の政党政治や議会政治に対する考え方に大きな影響を与えたが、一方で菊竹家がそれまで蓄えてきた財産は、急激に失われていくことになった。
本業である造り酒屋はこのために売却することになり、1899年（明治32年）頃に再起を期し始めた乳牛飼育の事業も1903年（明治36年）までには牛が全滅することで失敗してしまい、経済的に立ち行かなくなった博之は翌1904年（明治37年）に福富村長を辞任、1905年（明治38年）1月に僅かに残された財産を整理すると、母と妻子を伴い、福岡日日新聞に入社間もない弟の淳の下宿に転がり込んだ。その後もいくつかの新事業や福富村長への返り咲きを構想したが実現することはなく、1920年（大正9年）5月9日、福岡市舟町の借家で死去した。

## 記念碑
1961年（昭和36年）に福富森林生産組合によって福富村立福富小学校（現うきは市立福富小学校）の校庭の一角に、「菊竹博之翁頌徳碑」が建立されている（碑は2010年10月現在では小学校体育館の脇に存在している）。